# Ron Moody
Pour les articles homonymes, voir Moody.
Ronald Moodnick, plus connu sous le nom de Ron Moody, est un acteur britannique né le 8 janvier 1924 à Tottenham, un quartier de Londres, et mort le 11 juin 2015 à Londres.

## Biographie
Né à Tottenham, au nord de Londres, dans une famille juive, il travaille dans différents genres, mais il est assurément mieux connu pour son rôle de Fagin dans la comédie musicale Oliver !, film britannique réalisé par Carol Reed, sorti en 1968, d'après le roman Oliver Twist de Charles Dickens. Il crée ce rôle sur une scène du West End theatre de Londres, et le reprend sur Broadway, puis dans la version cinématographique de 1968, pour lequel il est nommé pour l'Oscar du meilleur acteur par l'Academy Award.
Il apparaît dans plusieurs séries télévisées pour enfants, dont Les Animaux du Bois de Quat'sous (The Animals of Farthing Wood), L'Île de Noé (Noah's Island), Telebugs, Into the Labyrinth et Midnight Is a Place.
Il est évoqué à deux reprises pour reprendre le rôle du Docteur dans la série Doctor Who, mais refuse même une proposition en 1969 après le départ de Patrick Troughton de la série. Il dit par la suite regretter cette décision. Il a aussi tenu le rôle d'Edwin Caldecott, un vieil ennemi de Jim Branning, dans EastEnders.
Ron Moody épouse Therese Blackbourn en 1985. Ils sont les parents de six enfants, le plus jeune est né quand Ron Moody était jeune septuagénaire.
Il est aussi le cousin du réalisateur Laurence Moody.
Il meurt en juin 2015.

## Filmographie
- 1959 : Follow a Star : le violoniste
- 1963 : La Souris sur la Lune (The Mouse on the Moon) : le Premier Ministre Rupert Mountjoy
- 1964 : Lady détective entre en scène (Murder Most Foul) : Driffold Cosgood
- 1966 : Du miel pour le prince (Honey for the Prince) , épisode 26, saison 4 de la série télévisée Chapeau melon et bottes de cuir (The Avengers) : Hopkirk
- 1966 : The Sandwich Man de Robert Hartford-Davis
- 1968 : Oliver ! : Fagin
- 1970 : Le Mystère des douze chaises (The Twelve Chairs) : Hippolyte Vorobyaninov
- 1975 : La Légende du loup-garou (Legend of the Werewolf) : Le gardien du zoo
- 1977 : The Strange Case of the End of Civilization as We Know It : Gropinger
- 1979 : Un cosmonaute chez le roi Arthur (The Spaceman and King Arthur) : Merlin
- 1980 : Cher Inspecteur (Nobody's Perfect, série en 8 épisodes) : Inspecteur Roger Hart
- 1982 : Meurtres en direct (Wrong Is Right) : Roi Awad
- 1983 : Where Is Parsi? (Where Is Parsifal?)  : Beersbohm
- 1989 : Astérix et le Coup du menhir (Asterix and the Big Fight) : voix de Prolix dans la version anglaise
- 1995 : Un visiteur chez le roi Arthur (A Kid in King's Arthur's Court) : Merlin
- 2001 : Revelation : Sir Isaac Newton